# Karl von den Steinen
Karl von den Steinen (Mülheim, 7 de março de 1855 — Cromberg, 4 de novembro de 1929) foi um médico, explorador, etnólogo e antropólogo alemão.
Pesquisador da Universidade de Berlim, em 1884, com alguns auxiliares, partiu de Cuiabá, desceu pelo Rio Xingu da nascente até a foz, indo até o Pará. Estudou os índios, fixou a origem dos Bacairis como sendo os Caribes e não os Tupi-Guaranis, como se achava até então. Publicou os resultados da expedição em 1886, no livro intitulado Durch Central-Brasilien (Através do Brasil Central).
Retornou ao Brasil em 1887, para estudar os afluentes do rio Xingu. Para esta expedição contratou os rio-grandenses Carlos Dhein e o seu irmão Pedro Dhein para integrar a expedição, como guias. Como resultado de seus estudos, publicou Unter den Naturvölkern Zentral-Brasiliens (Entre os Povos Nativos do Brasil Central).
Nas duas expedições, contou com o apoio financeiro do Império brasileiro, interessado nesses estudos, e que também lhe forneceu alguns militares como guias. A maior parte foi custeada pelo Instituto Bibliográfico de Leipzig, de propriedade de Herrmann Julius Meyer.
Foi professor da Universidade de Marburg e presidente da Sociedade Geográfica de Berlim. Também estudou as Ilhas Marquesas.

## Vida
Em 31 de Julho de 1872 deixou seu ginásio em Düsseldorf e foi estudar medicina, com ênfase em psiquiatria, nas universidades de Zurique, Bona e Estrasburgo. De 1878 a 1879 foi assistente psiquiátrico na clínica psiquiátrica do Charité de Berlim. Além disso fez pesquisas na mesma área em outro países europeus. De 1879 a 1881 viajou ao redor do mundo e realizou pequenas viagens de pesquisas etnológicas ao redor de diversas ilhas do sul. Simultaneamente estudou a loucura em estados culturais. Após sua volta da viagem ao redor do planeta, Karl von den Steinen retomou sua posição no Charité de Berlim. De 1882 a 1883 participou da primeira Expedição Alemã Internacional à Georgia do Sul como médico e biólogo, na qual pode observar a rara transição de Vênus. 
Na viagem de volta da expedição, em fevereiro de 1884, se separou, junto de Otto Clauss do restante do grupo e se empenhou, junto a seu primo Wilhelm von den Steinen, pintor e gráfico, a viajar de Buenos Aires passando por Cuiabá para a região da nascente do rio Batovi, numa viagem de pesquisa. Em 1886 a Sociedade de Geografia concedeu a ele e a Clauss a medalha Carl-Ritter de prata por esse trabalho. Escreveu sua obra Durch Central-Brasilien – Expedition zur Erforschung des Schingú. Após da primeira expedição-Xingu dirigiu uma segunda expedição Xingu (1887 a 1888) com o antropólogo e etnólogo berlinense Paul Ehrenreich. 
No começo do ano 1890 tornou de o redator chefe da revista “Ausland”. No mesmo ano, formou-se em etnologia na Universidade de Marburgo, licenciando-se como professor da mesma matéria. Um ano mais tarde adquiriu a formação de professor universitário em etnologia, tornando-se professor da segunda universidade alemã a oferecer o curso de etnologia no ensino superior. Dois anos mais tarde, em 1892, abandona, no entanto, seu posto de professor na Universidade de Marburgo, devido ao escasso acervo etnológico oferecido, e retorna a Berlim.  
Sobre sua demissão, escreve o seguinte, na carta de motivação, no dia 3 de março de 1892:
"Ao Curatório Real da Universidade Marburg tenho a honra de humildemente demonstrar minha saída do corpo docente acadêmico. Eu cometi um erro ao me habilitar a tal posição. Mas, como aprendi gradualmente, não é possível – pelo menos não para mim – executar um trabalho etnológico sem o material de um museu. Só no Instituto etnológico, acredito, seria possível o docente fazer salutar seu trabalho; sem demonstração é impossível conseguir verdadeiro entendimento do aluno, assim como é impossível alcançar o veredito próprio, o verdadeiro objetivo da aula. Por isso preciso considerar mais útil minha dedicação aos estudos práticos antes do ensino. Karl von den Steinen, dia 3 de março de 1892."
Em 1892 Karl von den Steinen escreveu seu livro “Die Bakari-Sprache”, com ênfase no paralelo entre a língua Bacari e a língua Caraíba. 1897 escreve o livro “Unter den Naturvölkern Zentralbrasiliens” (Junto aos nativos do Brasil Central). De agosto de 1897 até fevereiro de 1898 explora e conduz pesquisas nas Ilhas Marquesas, no pacífico. Através de seus registros e de suas edições tardias de “Die Marquesaner und ihrer Kunst” (Os marqueses e sua arte) ele pode, assim como Adam Johann von Krusenstern, guardar parte do saber sobre a arte da tatuagem, que havia sido proibido por missionários protestantes. Apesar de seus registros durante essas expedições, parte do saber e significado por trás desses padrões e figuras se dá por desconhecido. A partir de 1900 torna-se professor da Universidade de Berlim, assim como diretor da sessão americana do Museu Berlinense de Etnologia.
Karl von den Steinen descobriu em suas viagens às até então desconhecidas nascentes do rio Xingu, um dos maiores afluentes do rio Amazonas, um imenso complexo cultural até então completamente desconhecido, com cerca de doze tribos indígenas distintas. Os habitantes destas tribos construíam casas da mesma maneira, festejavam as mesmas festas, compartilhavam os mesmos mitos e executavam rituais de matrimônio que iam para além das fronteiras da própria tribo, apesar da clara disparidade entre as línguas de cada uma das tribos. 
Através de suas obras “Die Bakari-Sprache” (A língua Bacari) e “Unter den Naturvölkern” (Entre os povos primitivos) estabeleceu importantes, seguras e duradouras bases para um estudo etnológico vívido e sofisticado do Brasil, dividindo inclusive as tribos nativas entre quatro grandes grupos – Aruaques, Jê, Caraíbas e Tupis – a partir da diferenciação das línguas faladas em cada tribo, além de diversos subgrupos. 
Evoluiu de médico e psiquiatra de formação para um etnólogo a partir de suas viagens na América do Sul (a etnologia acadêmica começava a se desenvolver neste período). As ênfases de seus estudos etnológicos, dada a sua formação, abrangiam o pensar, a vida espiritual, a aparência, os aspectos culturais (hábitos alimentares, comemorações, música, ornamentos, armas, ferramentas) e a interpretação da moral dos moradores de cada uma das tribos. Devido à sua experiência, visitava as tribos sozinho ou em pequenos grupos, já que temia que os resultados da pesquisa pudessem ser alterados através da presença de soldados ou armas. 
Karl von den Steinen trabalhou, junto a Adolf Bastian, no Museu de Etnologia de Berlim, o que o inspirou às suas viagens de exploração etnológicas. Tratou-se de um cientista orientado à prática e aos resultados concretos de suas pesquisas, que se dedicava à pesquisa de campo acima de tudo. Prestou seu maior serviço à etnologia ao explorar e apreciar as tribos da área da nascente do rio Xingu, além de sua análise do idioma Bacari, que estabeleceu os Bacaris como parte do povo Caraíba. Ao longo de suas duas expedições ao Xingu reuniu mais de 2 000 peças etnográficas para o Museu Etnológico de Berlim, além de contribuir para o estudo geográfico do local, através de detalhada cartografia e descrição do correr do rio Xingu. 
Através das duas expedições de Karl von den Steinen e os resultados etnológicos derivados deste foram possíveis todas as demais expedições do local que seguiram. 
Karl von den Steinen era membro da Sociedade Berlinense para Antropologia, Etnologia e Pré-História. 
No dia 4 de novembro de 1929 morreu em Kronberg (Taunus) e foi enterrado no Cemitério Central Friedrichsfelde.

## Família
Karl
von den Steinen foi pai de Helmut von den Steinen (1890-1956), que foi tradutor literário e ensaísta, de Wolfram von den Steinen (1892-1967), que foi professor universitário de história da idade média, assim como de Marianne von den Steinen, casada com Karl Schefold, professor de Arqueologia clássica. 

## Expedições científicas

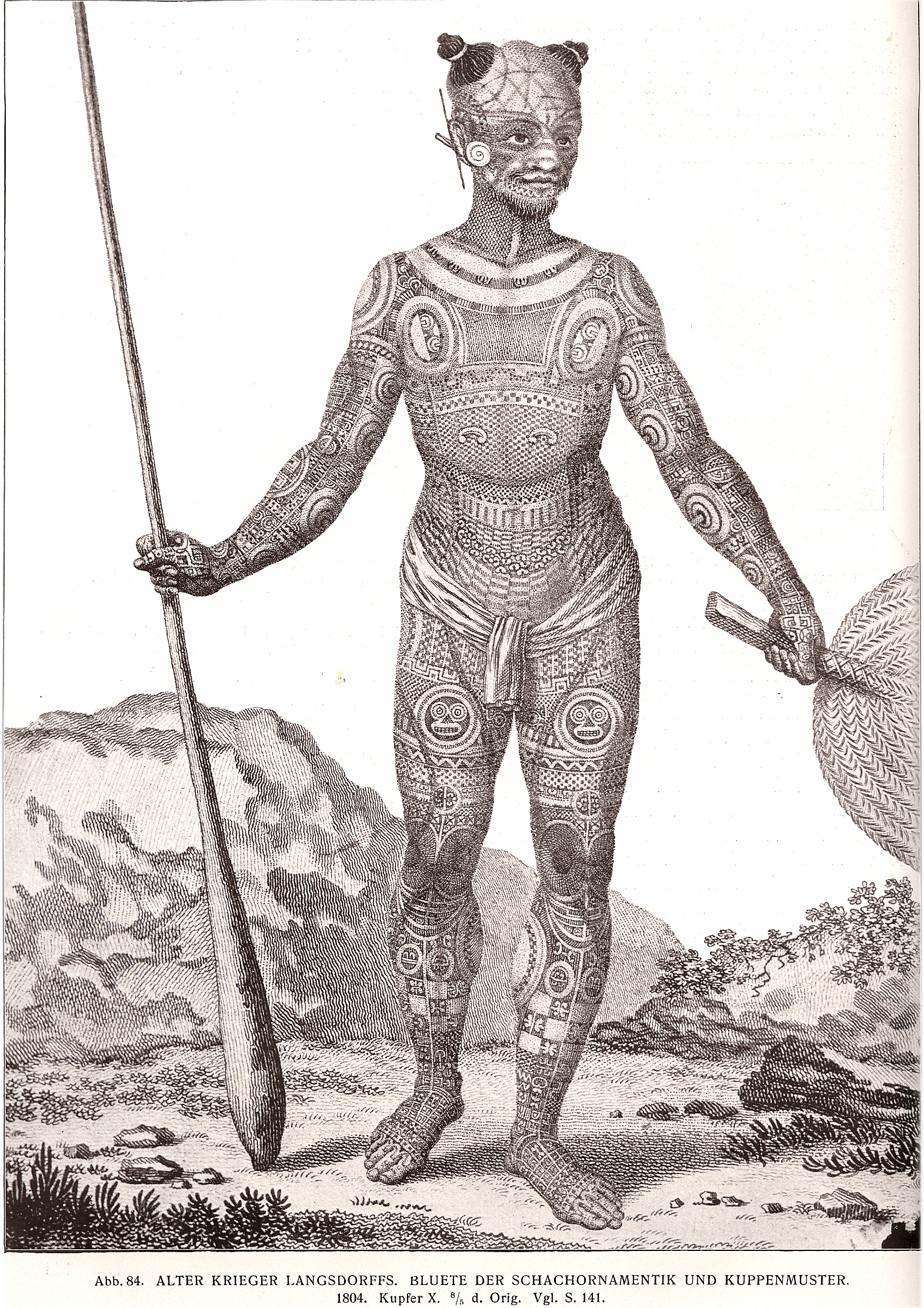
AlterKrieger

### 1879-1881: Uma viagem ao redor do planeta
De 1879 até 1881 Karl von den Steinen fez sua viagem ao redor do mundo. Esta viagem o levou do México à Califórnia, até o Japão e Java, Índia e Egito. Na sua viagem entre a América do Norte e a Austrália, em 1890 atravessou as várias ilhas Havaianas, Samoa, Tonga, Fidschi e a Nova Zelândia. Em cada um de seus destinos observava e analisava o modelo de tratamento de doenças psíquicas em cada um dos complexos culturais com os quais se deparava. Mais tarde, Steinen denomina essa viagem durante as quais ele teria “aproveitado a magia do mundo das ilhas oceânicas e sua civilização com toda sua receptividade e juventude” e como motivo para o seu “desejo de conhecer também partes da Polinésia Sudeste”. 

### 1882-1883: Primeira expedição alemã em um ano polar internacional à Geórgia do Sul
O primeiro ano polar internacional ocorreu a partir de 01 de agosto de 1882 até o dia 31 de agosto do ano seguinte, que havia sido iniciado em 18 de Setembro de 1875 pelo ex-oficial da marinha alemã Carl Weyprecht (1838-1881), enquanto este se encontrava em serviço austríaco. Ele recebeu apoio de Georg von Neumayer (1826-1909, diretor do Observatório Naval alemão e organizador e promotor de expedições de pesquisa nacionais e internacionais). Durante as expedições do Ano Polar Internacional, foram construídas pela Alemanha duas estações: A primeira no fiorde de Kingua em Cumberland Sound (ilha de Baffin, Canadá), e a segunda foi construída no porto de Moltke, na Baía Real da Geórgia do Sul (sudoeste atlântico, sub-antártico). No total houve doze outras expedições, das quais onze nações, além da Alemanha, participaram. Tinham o objetivo geral de identificar dados climáticos e geofísicos através de medições simultâneas de fatores meteorológicos, magnéticos e terrestres, para os quais foram utilizados os mesmos instrumentos em todas as estações. Um objetivo adicional da expedição foi a observação do percurso de alinhamento raro de Vênus diante do Sol, em 6 de Dezembro de 1882.
A expedição na qual Karl von den Steinen atuou como médico e zoólogo, consistia também de membros como o líder Carl Schrader, Peter Vogel (1856-1915), o astrônomo e físico Otto Clauss, o botânico e colecionador geológico Hermann Will e por fim o engenheiro e pintor E. Mosthaff, além de um mecânico, cozinheiro, carpinteiro, contramestre e de um acompanhante especializado em fazer velas. O navio deixou o porto de Hamburgo no dia 03 de junho de 1882 e chegou a Montevidéu após quase um mês de viagem (04 de julho de 1882). Lá, os passageiros passaram para a Corveta S.M.S. Moltke, que estava sob ordens do capitão Pirner, da qual avistaram no dia 12 de agosto de 1882 pela primeira vez o seu destino, a Geórgia do Sul.
Após oito dias sob condições climáticas desfavoráveis, chegaram ao porto adequado na costa nordeste da ilha, onde armazenaram, com ajuda de 100 marinheiros, 40 toneladas de carvão em terra, construíram cabanas de madeira, um observatório para melhor acompanhamento do trânsito de Vênus, galpões para equipamentos e uma estrebaria que alojava quase trinta animais. A construção da estação completou-se no dia 3 de Setembro, e em seguida o capitão Pirner deixou a ilha. Durante o ano seguinte, realizaram-se observações meteorológicas controladas, medições de magnetismo e observações astronômicas. Além da coleta de dados requeridos, a equipe da expedição explorou a costa exterior da baía e fez passeios à duas grandes geleiras. No dia 01 de Setembro de 1883, a corveta S.M.S Marie atracou sob o capitão Krokisius no porto da Baía Real, partindo em direção de Montevideo juntamente com a expedição cinco dias depois.

### 1884: Primeira expedição à região do Xingu (Brasil)
Na viagem de volta da expedição do sul polar em fevereiro de 1884 ele se separou do grupo e foi para Assunção para se encontrar com seu primo, o pintor e gráfico Wilhelm von den Steinen, assim como outras pessoas, principalmente com soldados brasileiros, para partir em uma viagem de Buenos Aires por Cuiabá ate a região da nascente do rio Batovi.
O principal objetivo dessa viagem de pesquisa era de um contexto econômico. Seu dever era encontrar um caminho navegável por um rio da então desconhecida região do Xingu. Era necessário um caminho para o transporte de bens, ao longo do grande rio de 2 000 km, que unisse a província central do Mato Grosso, que era rica em matérias primas, à região de comercio em Belém (Pará). O objetivo não foi alcançado devido a diversos problemas, como as fortes correntezas. 
 Os pesquisadores seguiram o leito do rio Xingu ao longo de sua viagem longa e perigosa, ate seu desembocar no Amazonas. Lá encontraram uma cultura única de cerca de 12 parecidas, porém diferentes, tribos indígenas. Karl von den Steinen fez o primeiro contato ate então  com os então desconhecidos índios Bacairis e Custenaus. Os índios dessas tribos moravam em casas idênticas, comemoravam as mesmas ocasiões e mitos, mas  falavam línguas bem diferentes. Os homens e mulheres casavam independentemente dessas fronteiras. 
Os descobrimentos e resultados dessa viagem foram publicados por Karl von den Steinen depois da sua volta em 1886 em sua obra “Durch Central-Brasilien” (“Através do Brasil central”).

### 1887-1888: segunda expedição à região do Xingu
Em fevereiro de 1887 começou a segunda expedição xingu. Nessa viagem von den Steinen foi acompanhado pelo berlinense Paul Ehrenreich, antropólogo e etnólogo. O interesse dessa vez era pelos habitantes do rio Culiseu. Ele foi impedido pela epidemia de cólera no Paraguai em 1887.
Daí surgiu a oportunidade de visitar e examinar os Sambaquis na atual província de Santa Catarina. Ele chegou no dia 11
de julho em Cuiabá. 
Nessa expedição ao Xingu ele estudou diversas tribos indígenas da região leste da nascente do Xingu e teve o primeiro contato com os Auetis.
“Os resultados da segunda expedição ao Xingu foram significantes. Não apenas foram cartografados e medidos os conhecimentos geográficos da província Mato Grosso, mas também foram expandidos os conhecimentos das tribos da região do Xingu, através de textos, coletâneas e outros materiais. Nove tribos diferentes foram visitadas.”
Extremamente valiosos são os materiais obtidos sobre os Bacairis, Parecis, Bororos e Trumai.
Ele publicou as descobertas e resultados das duas expedições em 1892 na obra “Die Bakaïrísprache” e 1897 na obra “Unter den Naturfölkern Zentralbrasiliens”.
Karl von den Steinen retornou em 1888 à Europa.

### 1897-1898: Expedição às Marquesas
De agosto de 1897 a fevereiro de 1898 Karl von den Steinen viajou a pedido do Comitê de Etnologia sob liderança de Valentin Weisbach às Ilhas Marquesas. Seu objetivo era conseguir uma coletânea  da maneira mais completa possível para o Museu de Etnologia de Berlim. Sua viagem foi feita de barco vela partindo de São Francisco. A viagem de volta foi feita pelo Tahiti, Rarotonga, Auckland, Apia e Honolulu.
Nos anos antes e após sua viagem, os europeus acumularam artefatos para exportar ao restante do mundo. Dessa maneira muitos artefatos culturais como estatuas e trabalhos em madeira foram parar em museus e coleções privadas. 
Devido à proibição pela ocupação francesa e pelos missionários, a arte de tatuagens, cerimônias religiosas, danças, cantos e batuques foram reprimidos durante um bom tempo.
Karl von den Steinen registrou os significados das pinturas corporais dos povos indígenas, como tatuagens da cabeça aos pés. Ele registrou também, após questionar os habitantes mais velhos desses povos, suas lendas, rituais e mitos.
Depois de sua viagem ele ainda trabalhou mais de 20 anos em sua obra, de três volumes “Die Marquesaner und ihre Kunst”, cujo ultimo volume foi publicado em 1928. 
Os registros do Karl von den Steinen serviram para o novo descobrimento da arte de tatuagens das Ilhas Marquesas. Em grande parte deve-se a ele que o conhecimento da arte de tatuagem das Ilhas Marquesas pôde ser conservado. 

### Recepção
As descrições dos atributos míticos dos animais feitas por von den Steinen foram de grande influência para o filósofo francês Lucien Lévy-Bruhl (La Mythologie Primitive), que descreveu o comportamento dos homens diante dos animais. Também Elias Canetti (Masse und Macht) foi influenciado pela obra de von den Steinen. 

## Citações
- “De longe, o caso mais importante da falta de partições conceituais, que nos é de acesso difícil tanto pelo nosso sentir como pelo pensar, se trata da relação do homem com os animais e das diferentes espécies entre si.” (Unter den Naturvölkern Zentral-Brasiliens, S. 351)
- “Precisamos deixar por completo de imaginar uma fronteira entre os animais e os seres humanos.” (Ebd., S. 351)
- “Os Bororós se vangloriam ao denominarem-se araras vermelhas.” (Ebd., S. 352)
- “A crença comum é de que os Bororós se tornem, independentemente do gênero, uma arara vermelha após sua morte, portanto um pássaro como a alma em um sonho. […] Os mortos de outras tribos se tornarão outros pássaros.” (Ebd., S. 511 f.)
- “Os índios receberam, na verdade, as partes mais importantes de sua cultura do povo que chamamos de animais, e é deles que hoje ele irá tomá-la”. (Ebd., S. 354)
- “Uma grande parte da explicação da natureza dos Bakaïrí baseia-se na premissa do hexeno. Não há desenvolvimento, apenas transformação.” (Ebd., S. 362, parágrafo „Verwandlung“)
- “Os Bakaïrí (índios brasileiros) acreditam que, assim como os Trumai são uma espécie de predador e que à noite dormem nas profundezas das águas, eles próprios derivam de uma descendência do Jaguar.” (R. Hotz, citado por Jacob Burckhardt, em: Griechische Kulturgeschichte, terceiro parágrafo (Religião e cultos): „Die Metamorphosen“)